# 蚊子湖 (阿拉斯加州)
蚊子湖（英語：Mosquito Lake）是位於美國阿拉斯加州海恩斯自治市鎮的一個非建制地區和人口普查指定地區。根據2010年美國人口普查，該地人口為309人，而該地的面積約為198.10平方千米。

## 地理
蚊子湖的座標為59°25′40″N 136°09′48″W / 59.42778°N 136.16333°W，而該地的平均海拔高度為93米（即305英尺）。